# 斯塔福德斯普林斯 (康乃狄克州)
斯塔福德斯普林斯（英語：Stafford Springs）是位於美國康乃狄克州托蘭縣的一個人口普查指定地區。

## 地理
斯塔福德斯普林斯的座標為41°57′12″N 72°18′11″W / 41.95333°N 72.30306°W，而該地最高點為海拔高度181米（即594英尺）。

## 人口
根據2010年美國人口普查的數據，斯塔福德斯普林斯的面積為4.17平方千米，當中陸地面積為4.10平方千米，而水域面積為0.07平方千米。當地共有人口4988人，而人口密度為每平方千米1,196人。